# Pájaro de fuego (folclore eslavo)

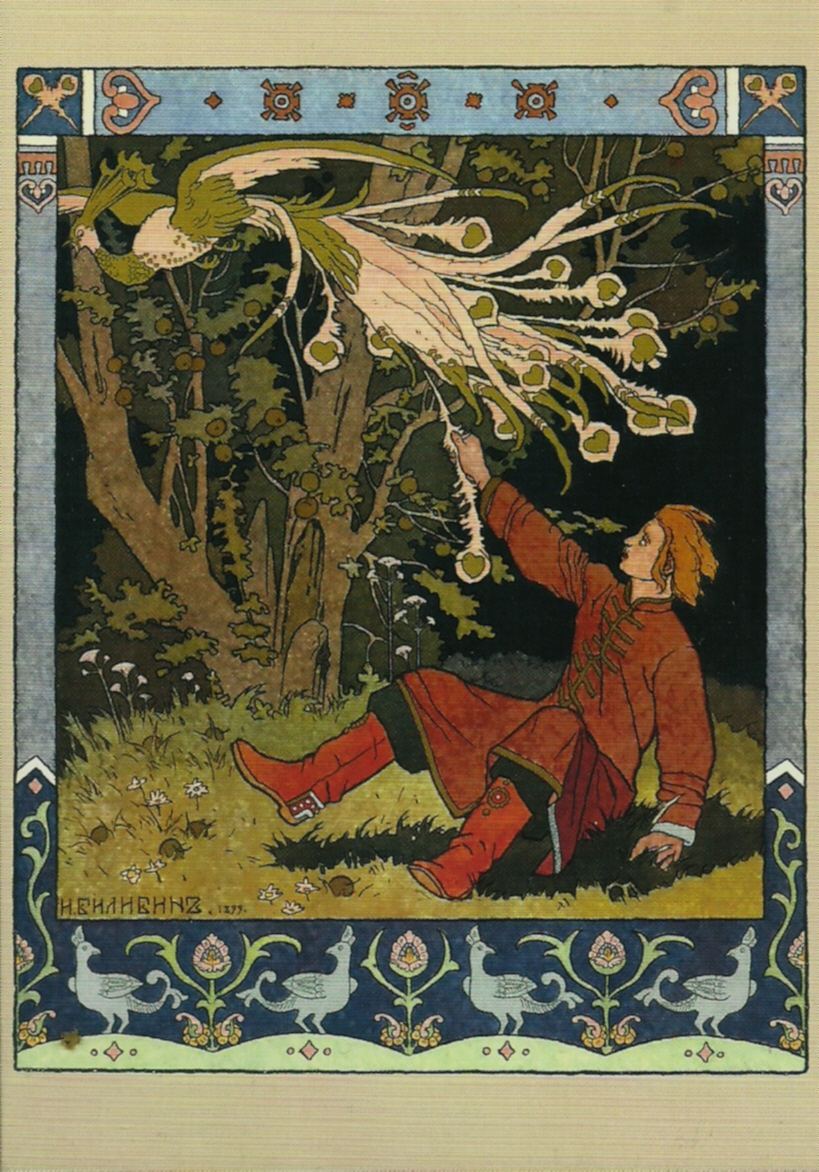
Óleo en lienzo de Iván Bilibin: El pájaro de fuego (Жар-птица). El zarévich Iván atrapa al pájaro de fuego cuando éste intenta robar las manzanas doradas. El pasaje pertenece a la historia El zarévich Iván, el pájaro de fuego y el lobo gris (Иван-царевич и Серый волк).

En la mitología y folclore eslavo, el pájaro de fuego (ruso: жар-птица, zhar-ptitsa, ucraniano: жар-птиця, zhar-ptysia, literalmente zhar-ptitsa pájaro-ascua de жар, fuego sin flama) es un pájaro mágico que brilla intensamente en una tierra lejana, y es bendición y condena a la vez para su captor.
El pájaro de fuego es invariablemente descrito como una gran ave de majestuoso plumaje que brilla intensamente con una luz roja, ámbar y amarilla, como una hoguera que es sólo el pasado de una llama turbulenta. Las plumas no dejan de brillar intensamente si se quitan o caen, y una sola pluma puede iluminar un gran cuarto si no es cubierta. En una iconografía posterior, la figura del pájaro de fuego tiene generalmente la forma de un pequeño pavo real de colores del fuego, con una cresta en su cabeza y las plumas de la cola con un "ojos" de brillo intenso. 
Un papel típico del pájaro de fuego en los cuentos de hadas rusos y ucranianos es el de un objeto de difícil resolución. La búsqueda la mayoría de veces comienza encontrando una pluma perdida de la cola del pájaro de fuego, con la que el héroe precisa encontrar y capturar al pájaro vivo, a veces con mutuo acuerdo, pero generalmente con la petición de un padre o de un rey. El pájaro de fuego es una maravilla, muy codiciada, pero el héroe, inicialmente maravillado por la maravillosa pluma, generalmente termina culpándola por los problemas que le causa.
Los cuentos del pájaro de fuego siguen el clásico esquema del cuento de hadas, con la pluma que sirve como premonición de un duro viaje, con ayudantes mágicos encontrados en ruta, que ayudan en el viaje y la captura del pájaro, y a regresar desde una tierra lejana con el premio. La versión más popular se encuentra en el cuento del Iván Tsarévich y el lobo.
La historia de la búsqueda del pájaro de fuego ha inspirado varias obras literarias, entre ellas El caballito jorobado de Piotr Yershov. El compositor Stravinski alcanzó un temprano éxito con su partitura para ballet, El pájaro de fuego.
El concepto del pájaro de fuego tiene paralelos en las leyendas iraníes de pájaros mágicos, en el cuento de hadas de los hermanos Grimm El pájaro de oro y en otros pájaros mágicos rusos como Sirin. La historia de la búsqueda en sí es cercanamente paralela a la del armenio Hazaran Blbul. Sin embargo, en el cuento armenio, el pájaro no brilla intensamente sino que hace florecer la tierra con su canto.